# Thomas Gachignard
Thomas Gachignard (Niort, 17 agosto 2000) è un ciclista su strada francese che corre per il team TotalEnergies; è professionista dal 2023.

## Carriera
Alla sua prima classica monumento, la Parigi-Roubaix del 2024, arriva trentesimo.

## Palmarès
- 2025 (TotalEnergies, una vittoria)

1ª tappa Tour du Limousin (Panazol > La Courtine)

### Altri successi
- 2023 (St Michel-Mavic-Auber93)

Classifica a punti Ronde de l'Oise
- 2025 (TotalEnergies)

Classifica scalatori Parigi-Nizza

## Piazzamenti

### Grandi Giri
- Tour de France

2024: 92º
2025: 60º

### Classiche Monumento
- Parigi-Roubaix

2024: 30º